# Jan Świtka (polityk)
Jan Eugeniusz Świtka (ur. 23 czerwca 1936 w Majdanie Górnym) – polski prawnik, filozof, polityk i nauczyciel akademicki, profesor Katolickiego Uniwersytetu Lubelskiego Jana Pawła II, poseł na Sejm X i I kadencji.

## Życiorys
Ukończył w 1962 studia na Wydziale Filozoficznym Katolickiego Uniwersytetu Lubelskiego. Uzyskał następnie stopień naukowy doktora filozofii, po czym obronił habilitację. Pełnił funkcję dziekana Wydziału Prawa i Administracji Uniwersytetu Marii Curie-Skłodowskiej, na którym otrzymał tytuł zawodowy magistra prawa w 1966. Zdał również egzamin sędziowski. Zajmował stanowisko profesora KUL, kierownika Katedry Kryminologii i Psychologii Kryminalnej KUL, kuratora Katedry Prawa Karnego i Postępowania Karnego KUL. Został dziekanem seniorem Wydziału Zamiejscowego Nauk Prawnych i Ekonomicznych KUL w Tomaszowie Lubelskim. Zajął się także prowadzeniem wykładów w Wyższej Szkole Prawa i Administracji w Przemyślu.
W 1960 wstąpił do Stronnictwa Demokratycznego, w latach 1981–1988 był członkiem Centralnego Komitetu SD i przewodniczącym Wojewódzkiego Komitetu SD w Rzeszowie. W latach 1989–1993 z ramienia SD sprawował mandat posła na Sejm kontraktowy, następnie na Sejm I kadencji, w którym był jedynym przedstawicielem SD. W wyborach w 1993 bez powodzenia ubiegał się o reelekcję z ramienia Bezpartyjnego Bloku Wspierania Reform. Członek Rady Naczelnej SD (od 2009 nieuznającej przywództwa Pawła Piskorskiego w partii).

## Odznaczenia i wyróżnienia
Jest honorowym obywatelem Tomaszowa Lubelskiego. Odznaczony Krzyżem Kawalerskim Orderu Odrodzenia Polski (1986).

## Wybrane publikacje
- Autorytet i godność służb penitencjarnych a skuteczność metod resocjalizacyjnych (red., 2004).
- Nauczanie papieża Jana Pawła II do więźniów i służb penitencjarnych (red., 2006).
- Osobowość przestępcy a proces resocjalizacji (red., 2005).
- Rola wartości moralnych w procesie socjalizacji i resocjalizacji (red., 2005).
- Społeczno-moralna potrzeba bezpieczeństwa i porządku publicznego (red., 2007).